# Caposele
Caposele – miejscowość i gmina we Włoszech, w regionie Kampania, w prowincji Avellino.
Według danych na 1 stycznia 2022 roku gminę zamieszkiwały 3263 osoby (1593 mężczyzn i 1670 kobiet).